# Justo José de Urquiza
Justo José de Urquiza y García (Talar de Arroyo Largo, 18 ottobre 1801 – Concepción del Uruguay, 11 aprile 1870) è stato un generale e politico argentino.
Fu diverse volte governatore della provincia di Entre Ríos e presidente della Confederazione Argentina tra il 1854 e il 1860.
Massone, fu iniziato nella Loggia Jorge Washington  n. 44 di Concepción e poi fu membro della Loggia Union del Plata. Fu insignito del 33º grado del Rito scozzese antico ed accettato.

## Biografia

### Origini
Urquiza nacque nel 1801 nel villaggio di Talar de Arroyo Largo, odierno Arroyo Urquiza; il padre, José Narciso de Urquiza y Alzaga, era un immigrato basco che si era dedicato al commercio e all'amministrazione coloniale, mentre la madre, María Cándida García y González, era una creola originaria di Buenos Aires.
Dopo aver studiato nel Collegio di San Carlo a Buenos Aires tornò presto a Entre Ríos per dedicarsi anch'egli al commercio. A 19 anni nacque la sua prima figlia da una relazione extramatrimoniale; nel corso della sua vita Urquiza ebbe 11 figli dal suo matrimonio con Dolores Costa e ne riconobbe altri 12 nati da 7 madri diverse, che furono tutti seguiti nella loro educazione e nelle loro necessità.
Nel 1826 fu eletto deputato al Congresso provinciale che rifiutò di promulgare la Costituzione voluta da Bernardino Rivadavia; prima di dimettersi nel 1827 si fece notare per capacità amministrativa e interesse nello sviluppo dell'educazione pubblica.

### La carriera politica e militare
Nel mezzo delle lotte che contrapposero nell'Argentina di quegli anni gli unitarios, sostenitori di uno stato centralizzato, ai federales, che invece volevano una confederazione tra le diverse province, Urquiza si schierò con questi ultimi, pur mantenendo con il loro capo indiscusso, Juan Manuel de Rosas, un rapporto complesso, guastato dall'orgoglio e dalle rivalità personali.
Dopo aver aderito alla fallita rivoluzione del 1830 a Entre Ríos, Urquiza fu nominato generale dell'esercito provinciale; al comando della cavalleria si distinse nella battaglia di Pago Largo (1839) e in quella di Sauce Grande (1840) durante le guerre civili che sconvolsero in quegli anni l'Argentina. Due anni dopo, nel 1842, fu eletto governatore provinciale.
Il suo governo fu di carattere progressista; Urquiza protesse lo sviluppo di commercio e industria, diede impulso alle opere pubbliche, stabilì un controllo rigoroso delle finanze provinciali e istituì l'istruzione gratuita e obbligatoria.
La sollevazione del governatore di Corrientes Pedro Ferré, appoggiato dall'uruguaiano colorado Fructuoso Rivera e dal generale unitario José María Paz lo spinse però presto a trovare un accordo con il generale uruguaiano blanco Manuel Oribe; uniti i loro eserciti, federalisti di Urquiza e blancos di Oribe sconfissero l'alleanza nemica nella battaglia di Arroyo Grande il 6 dicembre 1842.
La posizione geografica di Entre Ríos e il suo sviluppo commerciale e demografico avevano portato la provincia al centro delle lotte civili rioplatensi; posto tra la ribelle Corrientes, l'instabile Uruguay e le aspirazioni egemoniche di Buenos Aires, Urquiza riuscì a organizzare l'esercito più preparato della regione. Dopo aver sconfitto gli uruguaiani di Rivera a India Muerta (1845) e ancora il generale Paz a Laguna Limpia (1846), pur sconfitto dalla Legione italiana nella battaglia di San Antonio (1846), il caudillo di Entre Ríos stipulò un trattato con il nuovo governatore correntino Joaquín Madariaga, che prevedeva l'adesione di quest'ultimo alle istanze federaliste proponendone tuttavia una serie di modifiche sostanziali. Il patto fu rigettato dal governatore di Buenos Aires Juan Manuel de Rosas, detentore delle deleghe provinciali agli affari esteri, che lo ponevano di fatto al vertice della Confederazione; Urquiza fu infine costretto dallo stesso Rosas a intervenire nel territorio di Corrientes, vincendo la battaglia di Vences e ponendo come governatore Benjamín Virasoro, uomo di sua fiducia.

### Ilpronunciamiento
La fine del blocco navale anglo-francese nel Río de la Plata e il riconoscimento della navigazione fluviale come interna alla Confederazione Argentina avevano provocato seri danni all'economia di Entre Ríos, che doveva così dipendere per i suoi commerci dalla dogana di Buenos Aires; il prolungarsi della guerra civile in Uruguay, nella quale erano coinvolte anche le truppe di Rosas, aveva inoltre rinviato oltre misura l'adozione, richiesta dalle province, di una Costituzione argentina. In una situazione internazionale nella quale il governatore di Buenos Aires era rimasto isolato Brasile, Paraguay, la Provincia di Corrientes e i numerosi esuli "antirosisti" sparsi per il continente vedevano in Urquiza la sola persona in grado di spodestare Juan Manuel de Rosas.
Il 1º maggio 1851 dalla città di Concepción del Uruguay Justo José de Urquiza emise un proclama in cui formalmente accettò la rinuncia di Juan Manuel de Rosas alla carica di governatore di Buenos Aires e alle deleghe per gli affari esteri. Il 16 luglio il caudillo attraversò il fiume Uruguay al comando di 6.500 uomini provocando l'immediata capitolazione di Oribe, il cui esercito passò subito con gli insorti. La dichiarazione di guerra di Rosas all'Impero del Brasile del 18 agosto provocò le immediate dichiarazioni di guerra al governatore di Buenos Aires anche dall'Uruguay e da Entre Ríos.

### La battaglia di Caseros
L'esercito di Urquiza, composto da 24.000 uomini e chiamato "Esercito Grande" dal suo comandante, attraversò il fiume Paraná il 25 dicembre 1851, invadendo la provincia di Santa Fe, il cui governatore fuggì per unirsi all'esercito di Rosas; il 3 febbraio 1852 nella battaglia di Caseros affrontò l'esercito di Buenos Aires, composto da 23.000 uomini per la maggior parte poco addestrati, sbaragliandolo. Juan Manuel de Rosas, ferito, fuggì per riparare in seguito in Inghilterra, dove rimase in esilio fino alla morte.

### La Costituzione
Dopo aver vinto militarmente la provincia di Buenos Aires e aver sfilato con i suoi alleati per le strade della capitale, a Urquiza si pose il problema di sostituire i vecchi equilibri con nuove regole. Il caudillo indisse una riunione tra tutti i governatori di provincia da tenersi a San Nicolás de los Arroyos; l'accordo che ne scaturì tra i convenuti, firmato il 31 maggio, stabilì la convocazione di un Congresso costituente a Santa Fe nel quale ogni provincia doveva essere rappresentata da due deputati. Nell'accordo, inoltre, si diede allo stesso Urquiza il titolo di direttore provvisorio della Confederazione Argentina, con la delega agli affari esteri, il comando supremo dell'esercito di tutto il paese e l'autorità di regolamentare la navigazione fluviale.
La provincia di Buenos Aires, che aveva rigettato l'accordo ritenendolo lesivo dei propri interessi, fu agitata l'11 settembre da una rivoluzione che, preso facilmente il potere, proclamò la secessione dalla Confederazione Argentina; dopo un primo tentativo di assedio, tuttavia, Urquiza si decise di non usare la forza per piegare la provincia ribelle.
Il Congresso di Santa Fe promulgò la Costituzione il 1º maggio 1853; il 9 giugno fu giurata in tutta la Confederazione con l'eccezione della provincia di Buenos Aires.

### La presidenza

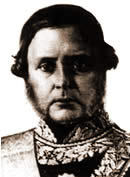
Justo José de Urquiza

Il 20 febbraio 1854 Justo José de Urquiza fu eletto presidente della Confederazione Argentina; alla vicepresidenza fu designato Salvador María del Carril. Vista l'ostilità di Buenos Aires, la capitale federale fu spostata a Paraná.
Sotto la sua presidenza fu installata la prima colonia agricola del paese. Urquiza cercò di favorire la nascita di industrie e rese navigabili alcuni fiumi secondari; sotto il suo impulso inoltre furono stanziati gli investimenti per la costruzione di una prima ferrovia, che doveva collegare Rosario con Córdoba.
Il problema maggiore che si presentò a Urquiza, tuttavia, fu il conflitto con Buenos Aires, che rimaneva il porto più importante del Cono Sud ma dalla cui dogana la Confederazione non poteva ricavare alcuna entrata. Fallito il tentativo di elevare il porto fluviale di Rosario a principale scalo merci della regione, al presidente non rimase che riprendere il conflitto con l'ex capitale ribelle. Prendendo a pretesto l'uccisione dell'ex governatore di San Juan Nazario Benavídez, inviso ai ribelli, Urquiza affrontò e sconfisse il 23 agosto 1859 nella battaglia di Cepeda l'esercito di Buenos Aires, comandato da Bartolomé Mitre. A seguito del conflitto si firmò l'11 novembre il "Patto di San José de Flores" o "Patto di Unione", in base al quale Buenos Aires si impegnò a discutere la Costituzione, proponendone sostanziali modifiche che furono accettate da un nuovo Congresso a Santa Fe nel settembre del 1860; nel frattempo il 6 febbraio dello stesso anno era stato eletto alla carica di presidente il successore di Urquiza Santiago Derqui.

### La battaglia di Pavón
Ritiratosi nel suo palazzo di Concepción, Urquiza fu rieletto nell'aprile del 1860 governatore di Entre Ríos. Nel frattempo le pretese della provincia di Buenos Aires e una nuova crisi scoppiata in quella di San Juan riportarono presto allo scontro; l'esercito federale fu di nuovo affidato al caudillo di Entre Ríos, mentre Mitre si pose al comando dell'esercito porteño.
La battaglia di Pavón ebbe luogo il 17 settembre 1861; nonostante l'esercito federale si trovasse in leggero vantaggio Urquiza abbandonò il campo nel pieno della battaglia lasciando le sue truppe prive di ordini. Gli storici hanno molto dibattuto riguardo ai motivi di questo comportamento, arrivando a supporre un accordo previo tra i due generali.
Come conseguenza di tale scontro Mitre riuscì progressivamente a conquistare il potere federale, arrivando a essere eletto presidente il 3 ottobre 1862; Urquiza da parte sua si rinserrò indisturbato nella sua provincia.

### La guerra della triplice alleanza
Urquiza si mantenne neutrale durante le rivolte scoppiate in Argentina nel periodo della presidenza di Mitre, così come non intervenne nella guerra civile uruguaiana, nonostante tra le file del suo esercito si parteggiasse apertamente per i blancos di Bernardo Prudencio Berro, soprattutto durante e dopo il bombardamento brasiliano di Paysandú, ben visibile dalla sponda destra del fiume Uruguay.
All'invasione paraguaiana di Corrientes, decisa dal presidente Francisco Solano López, con il quale il caudillo di Entre Ríos aveva sempre mantenuto forti legami diplomatici, Urquiza si schierò sorprendentemente con Mitre, stipulando allo stesso tempo un contratto con il governo imperiale brasiliano per la vendita di 30.000 cavalli di sua proprietà.
Le due prime spedizioni organizzate a Entre Ríos per appoggiare gli eserciti argentino e brasiliano tuttavia fallirono a causa della sollevazione dei soldati; Urquiza riuscì infine a fornire all'esercito alleato due battaglioni di fanteria che dovette accompagnare di persona fino al fiume Uruguay e ai quali fece consegnare i fucili solo al momento dell'imbarco.

### La morte
L'appoggio dato al governo federale argentino fece perdere prestigio al caudillo nei confronti degli uomini del suo esercito. Candidatosi alla presidenza argentina nel 1868, Urquiza fu inoltre sconfitto dal liberale Domingo Faustino Sarmiento.
In seguito a una sollevazione promossa da uno dei suoi aiutanti, Ricardo López Jordán, la sera dell'11 aprile 1870 una squadra di 60 uomini entrò nella sua dimora a Palazzo San José per deporlo; Justo José de Urquiza fu ucciso mentre, imbracciato un fucile, tentava di difendersi.